# Filialkirche St. Kunigund (Bad St. Leonhard)

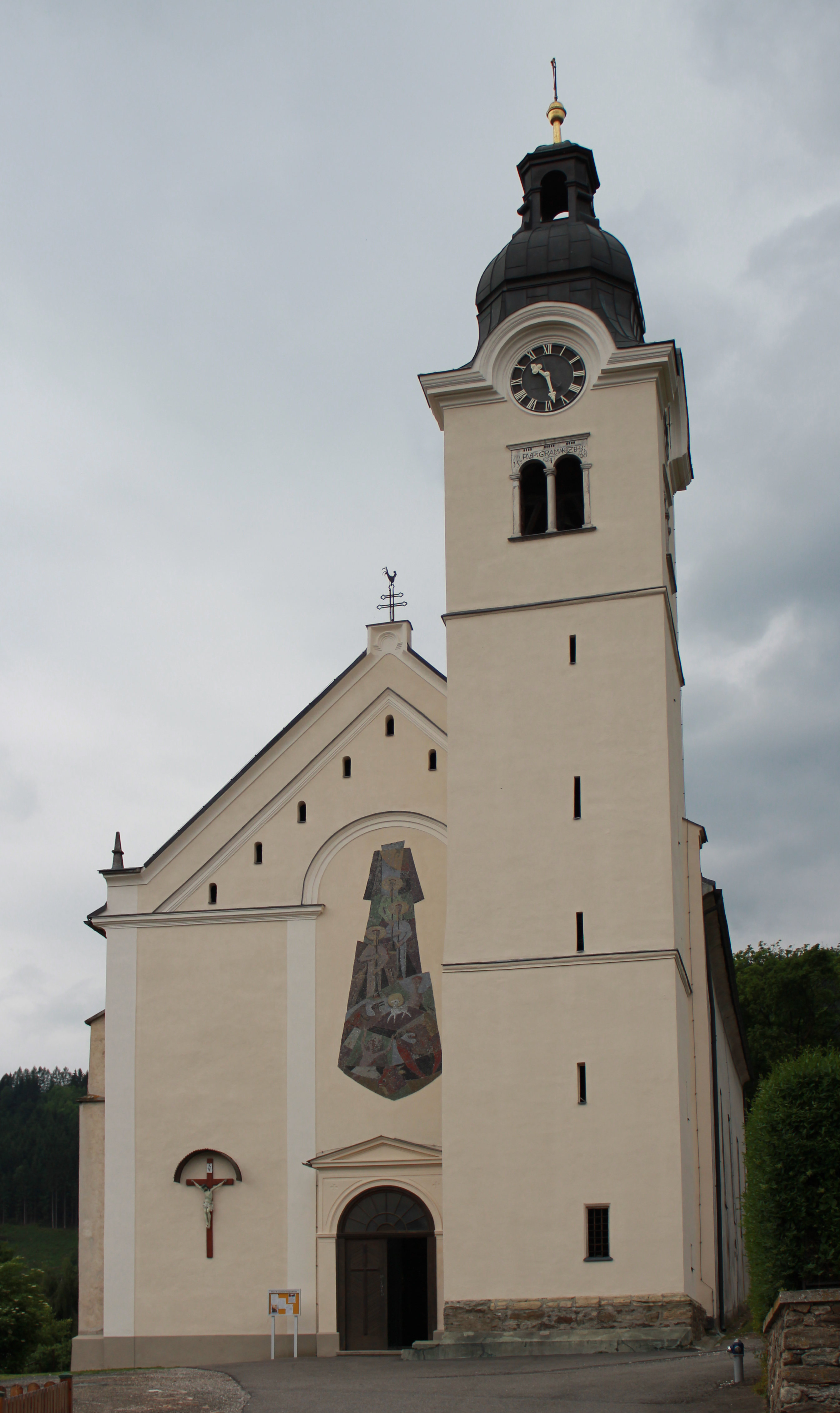

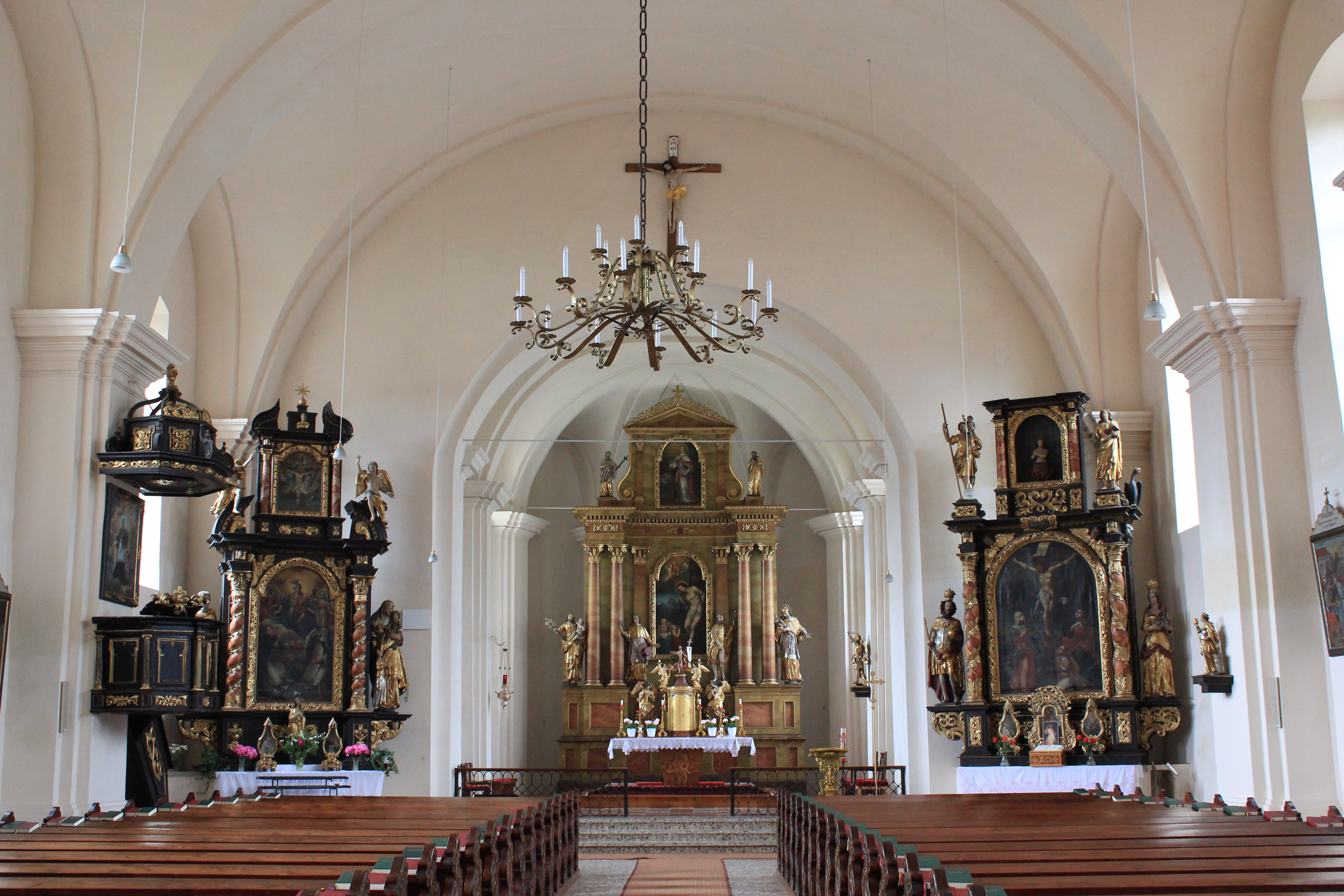
Innenansicht

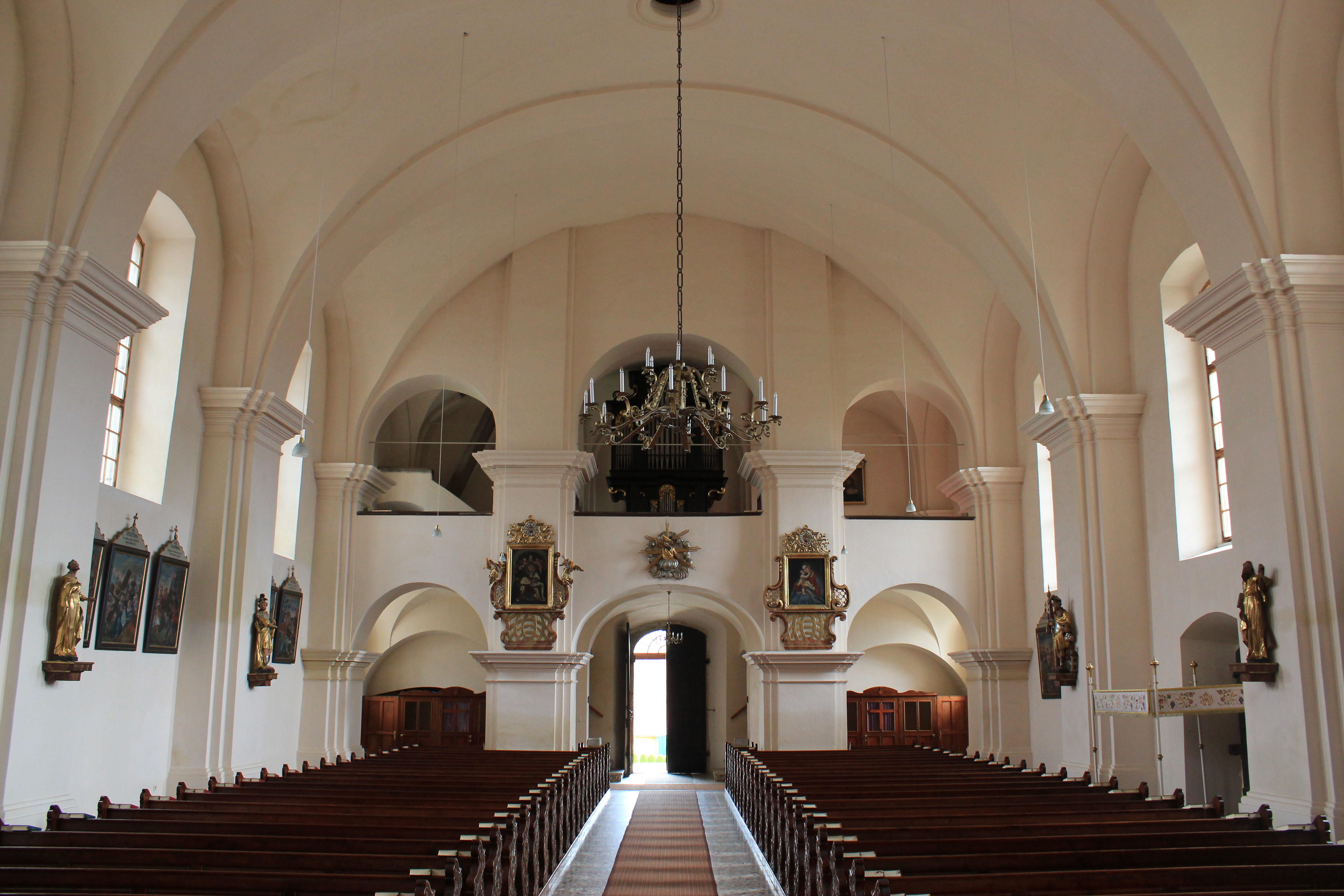
Blick zur Orgelempore

Die römisch-katholische Filialkirche St. Kunigund steht unterhalb der Burg Gomarn in Bad St. Leonhard. Diese Filialkirche der Leonhardikirche wurde erstmals 1591 urkundlich genannt.

## Baubeschreibung
Das Gotteshaus ist ein großer, ursprünglich gotischer Bau, der zwischen 1740 und 1750 barock erneuert wurde. Die nach Südwesten ausgerichtete Kirche besteht aus einem an der Südseite von Strebepfeilern gestützten Langhaus und einem eingezogenen, polygonalen Chor. Der dreigeschoßige Turm an der rechten Seite der Ostfassade setzt sich aus einem gotischen Turmerdgeschoß mit profiliertem Spitzbogenportal, mit 1588 bezeichnetem, gekuppeltem Renaissancefenster im Glockengeschoß und einer Biedermeierhaube zusammen. Eine Glocke goss 1773 Martin Feltl.
Im vierjochigen Langhaus erhebt sich ein barockes Kreuzgratgewölbe zwischen Gurten, die auf gestuften Wandpfeilern mit Kämpfergesimsen ruhen. Das dreiachsige, kreuzgratgewölbte Emporenjoch ist in Arkaden zwischen Wandpfeilern zum Langhaus hin geöffnet. Die Orgel baute wohl Ferdinand Schwarz in der Mitte des 18. Jahrhunderts. Ein gekehlter, rundbogiger Triumphbogen verbindet das Langhaus und den einjochigen, kreuzgratgewölbten Chor mit Fünfachtelschluss. Links im Chor befindet sich eine gotische Sakramentsnische mit Gitter und Maßwerktympanon. Die Reliefdarstellungen an den seitlichen Säulchen symbolisieren die Sakramente: ein Adler, der seine Jungen mit seinem Blut nährt und ein Löwe der seinem Jungen Leben einhaucht. An der gegenüber liegenden Seite des Chores sind Reste eines gotischen Fenstergewändes mit zwei Prophetenfigürchen vom Anfang des 15. Jahrhunderts eingemauert. Eine eisenplattenbeschlagene Tür führt in die Sakristei.

## Ausstattung
Den Hochaltar schuf 1864 Johann Sies. Das Altarblatt zeigt den heiligen Sebastian. Die Figuren der heiligen Josef, Hieronymus, Rochus und Johannes Nepomuk stammen aus dem 18. Jahrhundert.
Die beiden Seitenaltäre entstanden 1692. Der linke Altar besteht aus einer Ädikula über einem kleinen Sockel mit seitlichen Konsolfiguren und ist an den Konsolen und den Einfassungen mit Akanthus und an den gedrehten Säulen mit Weinlaub verziert. Das Altarblatt zeigt die Rosenkranzspende an die Heiligen Dominikus und Katharina, das Aufsatzbild einen Gnadenstuhl. Seitlich stehen die Statuen eines männlichen Heiligen und einer Anna selbdritt.
Der rechte Seitenaltar gleicht im Aufbau dem linken. Am Altarblatt von 1692 ist eine Kreuzigungsgruppe dargestellt, am Aufsatzbild der heilige Veit. Im Hauptgeschoß stehen die Statuen des Heiligen Kaiserpaares Heinrich und Kunigunde, im Aufsatz die des heiligen Christophorus und des Evangelisten Johannes.
Über dem Triumphbogen hängt ein spätgotisches Schnitzkruzifix vom Anfang des 16. Jahrhunderts.
Das Steingusstaufbecken und der Ambo stammen aus der zweiten Hälfte des 20. Jahrhunderts.
Zur weiteren Ausstattung der Kirche zählen um 1750 entstandene Ölgemälde einer Madonna und einer Pietà in reichem Rahmen, ein 1755 gemalter Johannes Nepomuk, um 1700 gefertigte Konsolstatuetten Gottvaters und der Heiligen Andreas, Florian und Martin.